# Karin Kamp
Pour les articles homonymes, voir Kamp.
Karin Kamp-Munnichow, est membre de la deuxième génération de la Fraction armée rouge.

## Biographie
Le 5 mai 1980 à Paris, elle est arrêtée avec Sieglinde Hofmann, Ingrid Barabass, Regina Nicolai et Karola Magg. Dans l'appartement, des armes et des munitions sont retrouvées,.